# Hoffman Estates
Hoffman Estates es una villa ubicada en el condado de Cook en el estado estadounidense de Illinois. En el Censo de 2010 tenía una población de 51895 habitantes y una densidad poblacional de 955,18 personas por km².

## Geografía
Hoffman Estates se encuentra ubicada en las coordenadas 42°3′55″N 88°9′11″O / 42.06528, -88.15306. Según la Oficina del Censo de los Estados Unidos, Hoffman Estates tiene una superficie total de 54.33 km², de la cual 53.86 km² corresponden a tierra firme y (0.86%) 0.47 km² es agua.

## Demografía
Según el censo de 2010, había 51895 personas residiendo en Hoffman Estates. La densidad de población era de 955,18 hab./km². De los 51895 habitantes, Hoffman Estates estaba compuesto por el 64.11% blancos, el 4.78% eran afroamericanos, el 0.23% eran amerindios, el 22.66% eran asiáticos, el 0.02% eran isleños del Pacífico, el 5.59% eran de otras razas y el 2.62% pertenecían a dos o más razas. Del total de la población el 14.06% eran hispanos o latinos de cualquier raza.

## Ciudades hermanadas
Hoffman solo tiene una ciudad hermanada.
- Angoulême, Charente, Nueva Aquitania, Francia